# Marie-France Garaud
Marie-France Garaud z domu Quintard (ur. 6 marca 1934 w Poitiers, zm. 22 maja 2024) – francuska polityczka i prawniczka, eurodeputowana w latach 1999–2004.

## Życiorys
Z wykształcenia prawniczka, z zawodu adwokat. W 1954 rozpoczęła praktykę w ramach miejscowej palestry. Związana z ruchem gaullistowskim. W latach 60. była parlamentarnym sekretarzem w resorcie kooperacji i następnie w Ministerstwie Sprawiedliwości. Od 1967 do 1974 pełniła funkcję doradczyni Georges'a Pompidou, gdy ten zajmował stanowiska premiera i prezydenta Francji.
W 1981 kandydowała w wyborach prezydenckich jako niezależna przedstawicielka prawicy, uzyskując 1,33% głosów i zajmując przedostatnie miejsce wśród dziesięciu pretendentów.
Na początku lat 90. zaangażowała się w kampanię przeciw przyjęciu traktatu z Maastricht. W wyborach w 1999 z ramienia eurosceptycznej listy RPFIE (którą zorganizowali Charles Pasqua i Philippe de Villiers) uzyskała mandat posłanki do Parlamentu Europejskiego V kadencji. Pozostała deputowaną niezrzeszoną, pracowała w Komisji Prawnej i Rynku Wewnętrznego. W PE zasiadała do 2004.

## Wybrane publikacje
- De l'Europe en général et de la France en particulier, Le pré aux Clercs, 1992.
- Maastricht, pourquoi non, Omnibus, 1992.
- Oser dire non à la politique du mensonge, ouvrage collectif, Le Rocher, 2005.
- La Fête des fous: Qui a tué la Ve République?, Plon, 2006.
- Impostures politiques, Plon, 2010.